# Kent Wahlbeck

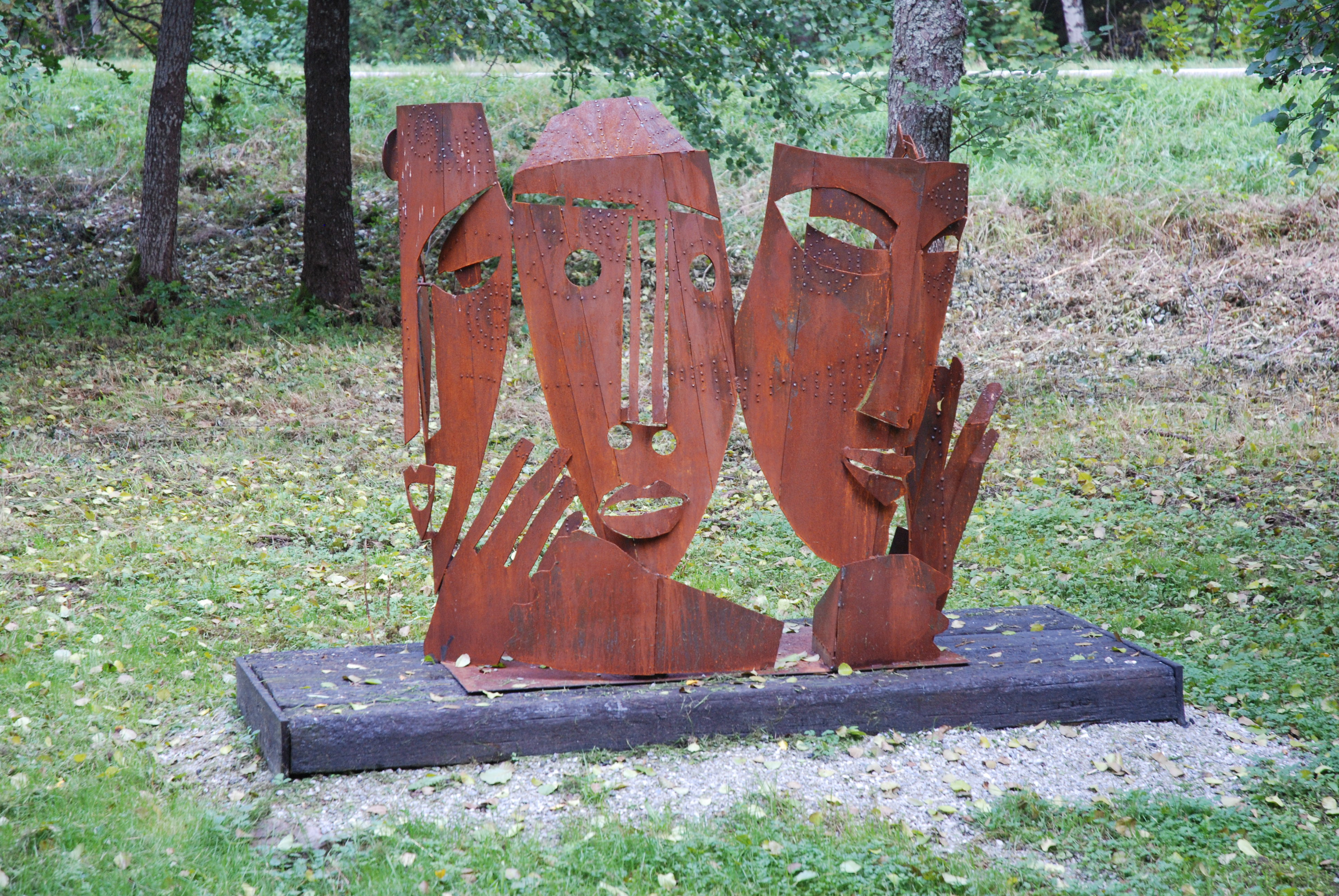
The Puzzled Choir av Kent Wahlbeck i Engelsbergs skulpturpark.

Kent Wahlbeck, född 1950 i Söderhamn, är en svensk konstnär. 
Kent Wahlbeck kom 1969 till Uppsala för att studera konstvetenskap och började samtidigt med egna studier i måleri. Efter ytterligare några års universitetsstudier i musikvetenskap, estetik och sociologi och en fritidspedagogexamen 1982 arbetade han en period med barn. 
Bland hans offentliga verk märks Fem sinnen i Habo och Puzzled Choir i Engelsbergs skulpturpark, större skulpturer med motiv av masker i cortenstål. Tillsammans med Krassimir Kolev gjorde han en svit i Ishotellet i Jukkasjärvi 2009. 
Masker och folksamlingar i starka färger är ett kännetecken.